# Edwin Schneider
Edwin Schneider (* 20. Mai 1874 in Chicago; † 12. April 1958) war ein US-amerikanischer Pianist, Lehrer und Musikredakteur. Berühmt wurde er als Partner und Klavierbegleiter des irischen Tenors John McCormack. Bevor er McCormack traf, arbeitete er als Redakteur und Übersetzer für die John Church Company.

## Musikalische Ausbildung
Schneider schrieb sich am 26. September 1902 am Leipziger Konservatorium ein. Er hatte zuvor Klavierunterricht von Harrison Weld, Christian Balatka und Glenn Dillard Gunn erhalten. Zudem wurde er in der Harmonielehre von Hans Balatka und im Gesang von Frederick W. Carbury unterrichtet, bevor er nach Leipzig kam.
Am Konservatorium hatte er musiktheoretischen Unterricht bei Gustav Schreck, Gesangsstunden bei Gustav Ewald und lernte Italienisch bei Friedrich Werder. Als Hauptfach studierte er Klavierspiel bei Robert Teichmüller. 
Schneider schloss sein Studium zu Ostern 1903 mit sehr guten Beurteilungen von seinen Lehrern ab.

## Songs
- When the Dew is Falling
- Your Eyes